# Shirel Ortiz
Shirel Joan Ortiz Aparicio (Ciudad de Panamá,Panamá, 4 de diciembre de 1995) es una modelo panameña y ganadora de un concurso de belleza que ganó el título de Miss Internacional Panamá 2018 para el concurso Miss Internacional 2018.

## Biografía
Shirel quien representó a la Capital de Panamá en el certamen nacional es estudiante de Comercio Internacional y Logística. Ortiz mide 5 pies 9 1⁄2 pulgadas (1,77 m) de altura y compitió en el certamen nacional de belleza Señorita Panamá 2018. Fue coronada como Miss Internacional Panamá 2018 se llevó a cabo en la Arena Roberto Durán de la Ciudad de Panamá el 7 de junio de 2018. Representó a la zona de Panamá Centro. Representó a Panamá en el certamen Miss Internacional del 2018.